# マンハッタン物語
『マンハッタン物語』（Love with the Proper Stranger）は、1963年のアメリカ合衆国の映画。
出演はナタリー・ウッドやスティーヴ・マックィーンなど。アカデミー賞では5つの賞にノミネートされた。

## キャスト
| 役名         | 俳優                      | 日本語吹替    | 日本語吹替                          |
| 役名         | 俳優                      | 東京12ch旧版  | 東京12ch新版                        |
| ------------ | ------------------------- | ------------- | ----------------------------------- |
| ロッキー     | スティーヴ・マックィーン  | 仲村秀生      | 橋本功                              |
| アンジー     | ナタリー・ウッド          | 江美京子      | 赤沢亜沙子                          |
| コロンボ     | トム・ボスレー            |               | 浅若芳太郎                          |
| ロッキーの父 | マリオ・パドラティ        |               | 神山寛                              |
| ロッキーの母 | オーガスタ・シオリ        |               | 牧よし子                            |
| ジュルオ     | ハーヴェー・レンベック    |               | 真崎恵                              |
| ギド         | E・ニック・アレクサンダー |               | 中吉卓郎                            |
| バービー     | エディ・アダムス          |               | 柳川由起子                          |
| ドミニク     | ハーシェル・ベルナルディ  |               |                                     |
|              |                           |               |                                     |
| 演出         | 演出                      |               | 加藤敏                              |
| 翻訳         | 翻訳                      |               | 飯嶋永昭                            |
| 効果         |                           |               |                                     |
| 調整         |                           |               |                                     |
| 制作         | 制作                      |               | 東北新社                            |
| 解説         |                           |               |                                     |
| 初回放送     | 初回放送                  | 1974年5月25日 | 1977年12月16日 『想い出の名作洋画』 |

## スタッフ
- 監督：ロバート・マリガン
- 製作：アラン・J・パクラ
- 脚本：アーノルド・シュルマン
- 撮影：ミルトン・クラスナー
- 編集：アーロン・ステル
- 音楽：エルマー・バーンスタイン